# 11e étape du Tour d'Espagne 2006
Pour un article plus général, voir Tour d'Espagne 2006.
La 11e étape du Tour d'Espagne 2006 a eu lieu le 6 septembre 2006 entre la ville de Torrelavega et celle de Burgos sur une distance de 173,5 km. Elle a été remportée par l'Espagnol Egoi Martínez (Discovery Channel) qui s'impose en solitaire près d'une minute devant son compatriote Íñigo Landaluze (Euskaltel-Euskadi) et l'Ukrainien Volodymyr Gustov (CSC). Alejandro Valverde (Caisse d'Épargne-Illes Balears) termine l'étape dans le peloton à plus d'un quart d'heure et conserve le maillot doré de leader du classement général.

## Profil et parcours
Trois cols situés en début et milieu d'étape précèdent 70 kilomètres de plat avant la ligne d'arrivée.

## Déroulement

### Récit
Egoi Martínez franchit la ligne d’arrivée avec presque une minute d’avance sur ses deux poursuivants Íñigo Landaluze et Volodymyr Gustov. Le reste de l’échappée du jour, avec notamment Thor Hushovd, les suit à 3 minutes. Le peloton arrive tranquillement à quinze minutes du vainqueur.

### Points distribués
| Premier   | Thor Hushovd Norvège       | 4 pts |
| Second    | Alexandre Usov Biélorussie | 2 pts |
| Troisième | Scott Davis Australie      | 1 pt  |

| Premier   | Thor Hushovd Norvège        | 4 pts |
| Second    | Dario David Cioni Italie    | 2 pts |
| Troisième | Sergueï Yakovlev Kazakhstan | 1 pt  |

| Premier   | Thor Hushovd Norvège        | 16 pts |
| Second    | Alexandre Usov Biélorussie  | 12 pts |
| Troisième | Egoi Martínez Espagne       | 10 pts |
| Quatrième | Dario David Cioni Italie    | 8 pts  |
| Cinquième | Éric Leblacher France       | 6 pts  |
| Sixième   | Íñigo Landaluze Espagne     | 4 pts  |
| Septième  | Scott Davis Australie       | 3 pts  |
| Huitième  | Sergueï Yakovlev Kazakhstan | 2 pts  |
| Neuvième  | Joaquim Rodríguez Espagne   | 1 pts  |

| Premier   | Egoi Martínez Espagne       | 16 pts |
| Second    | David Loosli Suisse         | 12 pts |
| Troisième | Alexandre Usov Biélorussie  | 10 pts |
| Quatrième | Dario David Cioni Italie    | 8 pts  |
| Cinquième | Éric Leblacher France       | 6 pts  |
| Sixième   | Volodymyr Gustov Ukraine    | 4 pts  |
| Septième  | Sergueï Yakovlev Kazakhstan | 3 pts  |
| Huitième  | Andrea Moletta Italie       | 2 pts  |
| Neuvième  | Íñigo Landaluze Espagne     | 1 pts  |

| Premier   | Egoi Martínez Espagne      | 6 pts |
| Second    | Dario David Cioni Italie   | 4 pts |
| Troisième | Éric Leblacher France      | 2 pts |
| Quatrième | Alexandre Usov Biélorussie | 1 pts |

## Classement de l'étape
| \| Classement de l'étape \| Classement de l'étape \| Classement de l'étape \| Classement de l'étape \| Classement de l'étape \| \| Coureur \| Coureur \| Pays \| Équipe \| Temps \| \| --------------------- \| --------------------- \| --------------------- \| ------------------------------ \| --------------------- \| \| 1er \| Egoi Martínez \| Espagne \| Discovery Channel \| 4 h 20 min 32 s \| \| 2e \| Íñigo Landaluze \| Espagne \| Euskaltel-Euskadi \| + 55 s \| \| 3e \| Volodymyr Gustov \| Ukraine \| CSC \| + 55 s \| \| 4e \| Thor Hushovd \| Norvège \| Crédit Agricole \| + 3 min 35 s \| \| 5e \| Aliaksandr Usau \| Biélorussie \| AG2R Prévoyance \| + 3 min 35 s \| \| 6e \| David Loosli \| Suisse \| Lampre-Fondital \| + 3 min 35 s \| \| 7e \| Andrea Moletta \| Italie \| Gerolsteiner \| + 3 min 35 s \| \| 8e \| Theo Eltink \| Pays-Bas \| Rabobank \| + 3 min 35 s \| \| 9e \| Scott Davis \| Australie \| T-Mobile \| + 3 min 35 s \| \| 10e \| Joaquim Rodríguez \| Espagne \| Caisse d'Épargne-Illes Balears \| + 3 min 37 s \| |                   |             |                                |                 |
| |                   |             |                                |                 |
| |                   |             |                                |                 |
| Classement de l'étape |                   |             |                                |                 |
| Coureur | Coureur           | Pays        | Équipe                         | Temps           |
| 1er | Egoi Martínez     | Espagne     | Discovery Channel              | 4 h 20 min 32 s |
| 2e | Íñigo Landaluze   | Espagne     | Euskaltel-Euskadi              | + 55 s          |
| 3e | Volodymyr Gustov  | Ukraine     | CSC                            | + 55 s          |
| 4e | Thor Hushovd      | Norvège     | Crédit Agricole                | + 3 min 35 s    |
| 5e | Aliaksandr Usau   | Biélorussie | AG2R Prévoyance                | + 3 min 35 s    |
| 6e | David Loosli      | Suisse      | Lampre-Fondital                | + 3 min 35 s    |
| 7e | Andrea Moletta    | Italie      | Gerolsteiner                   | + 3 min 35 s    |
| 8e | Theo Eltink       | Pays-Bas    | Rabobank                       | + 3 min 35 s    |
| 9e | Scott Davis       | Australie   | T-Mobile                       | + 3 min 35 s    |
| 10e | Joaquim Rodríguez | Espagne     | Caisse d'Épargne-Illes Balears | + 3 min 37 s    |

## Classement général
Cette étape de transition ne provoque pas de changement en haut du classement général. L'Espagnol Alejandro Valverde (Caisse d'Épargne-Illes Balears) conserve le maillot doré de leader du classement général. Il devance toujours le Kazakh Andrey Kashechkin (Astana) de 27 secondes et son compatriote Carlos Sastre (CSC de 44 secondes.
| \| Classement général \| Classement général \| Classement général \| Classement général \| Classement général \| \| Coureur \| Coureur \| Pays \| Équipe \| Temps \| \| ------------------ \| -------------------------- \| ------------------ \| ------------------------------ \| ------------------ \| \| 1er \| Alejandro Valverde \| Espagne \| Caisse d'Épargne-Illes Balears \| 45 h 54 min 45 s \| \| 2e \| Andrey Kashechkin \| Kazakhstan \| Astana \| + 27 s \| \| 3e \| Carlos Sastre \| Espagne \| CSC \| + 44 s \| \| 4e \| José Ángel Gómez Marchante \| Espagne \| Saunier Duval-Prodir \| + 56 s \| \| 5e \| Alexandre Vinokourov \| Kazakhstan \| Astana \| + 1 min 38 s \| \| 6e \| Janez Brajkovič \| Slovénie \| Discovery Channel \| + 2 min 05 s \| \| 7e \| Danilo Di Luca \| Italie \| Liquigas \| + 2 min 21 s \| \| 8e \| Manuel Beltrán \| Espagne \| Discovery Channel \| + 2 min 28 s \| \| 9e \| Vladimir Karpets \| Russie \| Caisse d'Épargne-Illes Balears \| + 3 min 02 s \| \| 10e \| Sérgio Paulinho \| Portugal \| Astana \| + 3 min 42 s \| |                            |            |                                |                  |
| |                            |            |                                |                  |
| |                            |            |                                |                  |
| Classement général |                            |            |                                |                  |
| Coureur | Coureur                    | Pays       | Équipe                         | Temps            |
| 1er | Alejandro Valverde         | Espagne    | Caisse d'Épargne-Illes Balears | 45 h 54 min 45 s |
| 2e | Andrey Kashechkin          | Kazakhstan | Astana                         | + 27 s           |
| 3e | Carlos Sastre              | Espagne    | CSC                            | + 44 s           |
| 4e | José Ángel Gómez Marchante | Espagne    | Saunier Duval-Prodir           | + 56 s           |
| 5e | Alexandre Vinokourov       | Kazakhstan | Astana                         | + 1 min 38 s     |
| 6e | Janez Brajkovič            | Slovénie   | Discovery Channel              | + 2 min 05 s     |
| 7e | Danilo Di Luca             | Italie     | Liquigas                       | + 2 min 21 s     |
| 8e | Manuel Beltrán             | Espagne    | Discovery Channel              | + 2 min 28 s     |
| 9e | Vladimir Karpets           | Russie     | Caisse d'Épargne-Illes Balears | + 3 min 02 s     |
| 10e | Sérgio Paulinho            | Portugal   | Astana                         | + 3 min 42 s     |

## Classements annexes
| Classement par points | Classement par points | Classement par points | Classement par points          | Classement par points |
| Coureur               | Coureur               | Pays                  | Équipe                         | Points                |
| --------------------- | --------------------- | --------------------- | ------------------------------ | --------------------- |
| 1er                   | Thor Hushovd          | Norvège               | Crédit Agricole                | 133 pts               |
| 2e                    | Francisco Ventoso     | Espagne               | Saunier Duval-Prodir           | 79 pts                |
| 3e                    | Erik Zabel            | Allemagne             | Team Milram                    | 71 pts                |
| 4e                    | Alexandre Vinokourov  | Kazakhstan            | Astana                         | 60 pts                |
| 5e                    | Alejandro Valverde    | Espagne               | Caisse d'Épargne-Illes Balears | 59 pts                |

| Classement par points | Classement par points | Classement par points | Classement par points          | Classement par points |
| Coureur               | Coureur               | Pays                  | Équipe                         | Points                |
| --------------------- | --------------------- | --------------------- | ------------------------------ | --------------------- |
| 1er                   | Thor Hushovd          | Norvège               | Crédit Agricole                | 133 pts               |
| 2e                    | Francisco Ventoso     | Espagne               | Saunier Duval-Prodir           | 79 pts                |
| 3e                    | Erik Zabel            | Allemagne             | Team Milram                    | 71 pts                |
| 4e                    | Alexandre Vinokourov  | Kazakhstan            | Astana                         | 60 pts                |
| 5e                    | Alejandro Valverde    | Espagne               | Caisse d'Épargne-Illes Balears | 59 pts                |

| Classement de la montagne | Classement de la montagne | Classement de la montagne | Classement de la montagne      | Classement de la montagne |
| Coureur                   | Coureur                   | Pays                      | Équipe                         | Points                    |
| ------------------------- | ------------------------- | ------------------------- | ------------------------------ | ------------------------- |
| 1er                       | Pietro Caucchioli         | Italie                    | Crédit Agricole                | 73 pts                    |
| 2e                        | José Miguel Elías         | Espagne                   | Relax-GAM                      | 70 pts                    |
| 3e                        | Egoi Martínez             | Espagne                   | Discovery Channel              | 59 pts                    |
| 4e                        | David Arroyo              | Espagne                   | Caisse d'Épargne-Illes Balears | 52 pts                    |
| 5e                        | Alejandro Valverde        | Espagne                   | Caisse d'Épargne-Illes Balears | 42 pts                    |

| Classement de la montagne | Classement de la montagne | Classement de la montagne | Classement de la montagne      | Classement de la montagne |
| Coureur                   | Coureur                   | Pays                      | Équipe                         | Points                    |
| ------------------------- | ------------------------- | ------------------------- | ------------------------------ | ------------------------- |
| 1er                       | Pietro Caucchioli         | Italie                    | Crédit Agricole                | 73 pts                    |
| 2e                        | José Miguel Elías         | Espagne                   | Relax-GAM                      | 70 pts                    |
| 3e                        | Egoi Martínez             | Espagne                   | Discovery Channel              | 59 pts                    |
| 4e                        | David Arroyo              | Espagne                   | Caisse d'Épargne-Illes Balears | 52 pts                    |
| 5e                        | Alejandro Valverde        | Espagne                   | Caisse d'Épargne-Illes Balears | 42 pts                    |

| Classement du combiné | Classement du combiné      | Classement du combiné | Classement du combiné          | Classement du combiné |
| Coureur               | Coureur                    | Pays                  | Équipe                         | Points                |
| --------------------- | -------------------------- | --------------------- | ------------------------------ | --------------------- |
| 1er                   | Alejandro Valverde         | Espagne               | Caisse d'Épargne-Illes Balears | 11 pts                |
| 2e                    | Carlos Sastre              | Espagne               | CSC                            | 16 pts                |
| 3e                    | Andrey Kashechkin          | Kazakhstan            | Astana                         | 22 pts                |
| 4e                    | José Ángel Gómez Marchante | Espagne               | Saunier Duval-Prodir           | 24 pts                |
| 5e                    | Alexandre Vinokourov       | Kazakhstan            | Astana                         | 25 pts                |

| Classement du combiné | Classement du combiné      | Classement du combiné | Classement du combiné          | Classement du combiné |
| Coureur               | Coureur                    | Pays                  | Équipe                         | Points                |
| --------------------- | -------------------------- | --------------------- | ------------------------------ | --------------------- |
| 1er                   | Alejandro Valverde         | Espagne               | Caisse d'Épargne-Illes Balears | 11 pts                |
| 2e                    | Carlos Sastre              | Espagne               | CSC                            | 16 pts                |
| 3e                    | Andrey Kashechkin          | Kazakhstan            | Astana                         | 22 pts                |
| 4e                    | José Ángel Gómez Marchante | Espagne               | Saunier Duval-Prodir           | 24 pts                |
| 5e                    | Alexandre Vinokourov       | Kazakhstan            | Astana                         | 25 pts                |

| Classement par équipes | Classement par équipes         | Classement par équipes | Classement par équipes |
| Équipe                 | Équipe                         | Pays                   | Temps                  |
| ---------------------- | ------------------------------ | ---------------------- | ---------------------- |
| 1re                    | Discovery Channel              | États-Unis             | 137 h 17 min 49 s      |
| 2e                     | XDS Astana Team                |                        | + 6 min 49 s           |
| 3e                     | Caisse d'Épargne-Illes Balears | Espagne                | + 10 min 11 s          |
| 4e                     | Lampre-Fondital                | Italie                 | + 19 min 01 s          |
| 5e                     | Euskaltel-Euskadi              | Espagne                | + 19 min 18 s          |

| Classement par équipes | Classement par équipes         | Classement par équipes | Classement par équipes |
| Équipe                 | Équipe                         | Pays                   | Temps                  |
| ---------------------- | ------------------------------ | ---------------------- | ---------------------- |
| 1re                    | Discovery Channel              | États-Unis             | 137 h 17 min 49 s      |
| 2e                     | XDS Astana Team                |                        | + 6 min 49 s           |
| 3e                     | Caisse d'Épargne-Illes Balears | Espagne                | + 10 min 11 s          |
| 4e                     | Lampre-Fondital                | Italie                 | + 19 min 01 s          |
| 5e                     | Euskaltel-Euskadi              | Espagne                | + 19 min 18 s          |